# 달리는 라디오 (울산)
조장길, 박창숙의 달리는 라디오는 TBN 울산교통방송(FM 104.1MHz)에서 평일 저녁 6시부터 8시까지 방송되는 울산 지역의 퇴근길 라디오 프로그램이다.

## 코너소개

### 1부
- 퀴즈 고고씽! : 매일 다른 주체의 퀴즈로 청취자 참여 코너
- 오늘의 헤드라인 : 시사평론가 최요한과 함께 오늘의 주요 이슈를 알아보는 시간
- 큰애기 기사식당 : 기사식당을 배경으로 세상 사는 이야기는 나누는 콩트
- 인공지능을 활용한 교통혼잡예보

### 2부
- 울산은 오늘! : 경상일보 전상헌기자가 오늘하루 울산주요뉴스를 전달하는 시간
- 언니 이건 뭐야? : 콩트로 알아보는 생활의 상식
- 글로벌 경제브리핑 : 한국경제신문 윤진우 기자와 함께 경제 및 국제 뉴스 전달하는 시간
- 스포츠가 좋아! : 이은하 스포츠 전문MC와 함께 스포츠이슈 알아보는 시간